# 中川嘉兵衛

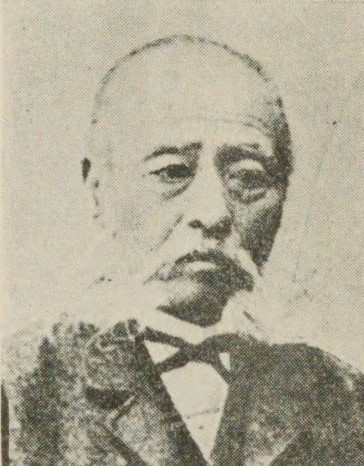
中川嘉兵衛

中川 嘉兵衛（なかがわ かへえ、文化14年1月14日（1817年3月1日） - 明治30年（1897年）1月4日）は三河国額田郡伊賀村（現・愛知県岡崎市）出身の実業家。横浜元町に横浜氷会社を設立し、北海道函館市の五稜郭の濠の天然氷「函館氷」を切り出し売り出した。

## 来歴
横浜開港とともに来浜し、天然氷や洋菓子の販売を始める。1868年（明治元年）、東京での牛鍋屋の第一号となった「中川屋」を開店させる(もつ煮の項目も参照)。ほぼ同時並行して天然氷の製氷事業も開拓していった。当時の氷は、遠くアメリカ・ボストンからの輸入氷「ボストン氷」であり高価なものであった。これの国産化を試みた。まず医療伝道宣教師のジェームス・カーティス・ヘボン(James Curtis Hepburn)などの指導を受けて1861年（文久元年）富士山麓で試みたが失敗。有望地を求めて北上するが失敗の連続であった。ついに北海道へ渡り、上磯の有川(現・北斗市）でも失敗する。1869年（明治2年）に五稜郭を視察、有望と判断し、1870年（明治3年）に開拓使より濠1万7,000坪、7年間の使用権を獲得、翌1871年（明治4年）結氷670トンを切り出し「函館氷」として商品化に成功した。1890年（明治23年）に五稜郭外壕貸与規則が変更されて競争入札になったのをきっかけに亀田郡神山村に製氷池を設けて事業を継続し、晩年1896年（明治29年）に北原鉦太郎に事業を譲った。1897年（明治30年）、東京の越前堀の自宅で亡くなった。
彼が創った横浜氷会社は、宮内省御用達となり、またその後身が現在のニチレイとなっている。